# Le Poinçonnet
Le Poinçonnet é uma comuna francesa na região administrativa do Centro, no departamento Indre. Estende-se por uma área de 45,1 km². Em 2010 a comuna tinha 6 004 habitantes (densidade: 133,1 hab./km²).